# 윌리엄 밸런스 더글러스 호지

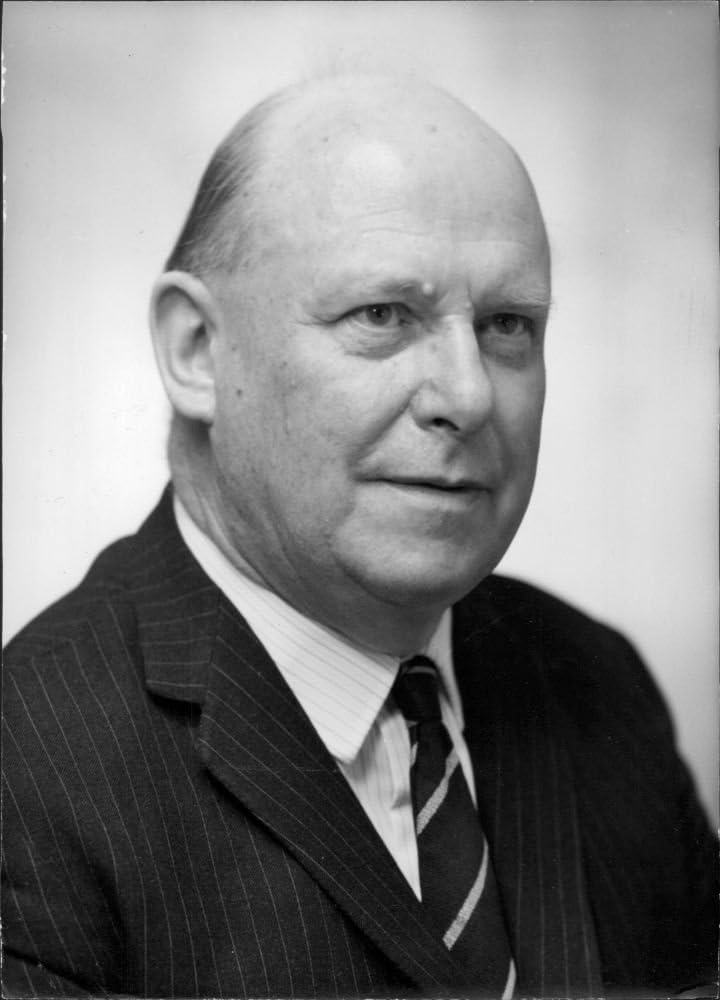

윌리엄 밸런스 더글러스 호지(영어: William Vallance Douglas Hodge IPA: [ˈwɪljəm ˈvæləns ˈdʌɡləs hɒd͡ʒ], 1903년 6월 17일 ~ 1975년 7월 7일)는 스코틀랜드의 기하학자다. 대수기하학과 미분기하학에 대한 호지 이론을 세웠다.

## 생애
에든버러에서 태어났고, 에든버러의 명문 사립 학교인 조지 왓슨 칼리지(영어: George Watson’s College)를 졸업하였다. 에든버러 대학교에서 학사 학위를 1923년 수여받았고, 케임브리지 대학교 수학 트라이퍼스(Tripos)를 밟았다.
1926년 브리스틀 대학교에서 가르치기 시작하였으며, 1930년에는 케임브리지 대학교 세인트존스 칼리지(영어: St. John’s College)에서 연구원(Research Fellow) 자리를 얻었다. 1931–1932년에는 프린스턴 대학교에서 가르쳤으며, 다시 케임브리지 대학교로 돌아와 교수직을 얻었다. 1959–1965년 동안 왕립 학회의 부회장(vice president)이었으며, 1959년에 작위를 얻었다.
1975년 케임브리지에서 사망하였다.